# Heli Duarte de Figueiredo
Heli Duarte de Figueiredo (Santa Bárbara, 8 de abril de 1914) foi um político brasileiro do estado de Minas Gerais.

## Biografia
Nasceu em Santa Bárbara no dia 08 de abril de 1914, filho de José Acácio Figueiredo e Maria Duarte Figueiredo. Casou-se com Amira Alcici Figueiredo e tiveram oito filhos: Amir, Luciano, Leila, Tarcísio, Roberto, Tânia, Eliane e Fernando.
Foi prefeito do município de Arcos no período de 23 de novembro de 1945 a 18 de março de 1946, neste período ele criou um Conselho de Administração entre os cidadãos arcoenses, nos moldes funcionais de uma Câmara Municipal (que não existia na época), com reuniões semanais e publicação de um boletim mensal dos atos administrativos; elaborou a primeira planta cadastral de urbanização da cidade; reformou a velha usina elétrica e providenciou o financiamento para construir a nova usina; transferiu a Prefeitura, que, em 1945, funcionava numa casa inadequada, para prédio próprio e novo.
Foi eleito deputado estadual, pelo Partido de Representação Popular (PRP), para a 2ª Legislatura (1951 - 1955) da Assembleia Legislativa de Minas Gerais.
Já na 4ª Legislatura (1959 - 1963) atuou como suplente de deputado estadual, tendo substituído Sebastião Navarro Vieira nos períodos de 18/8 a 21/10/1959, de 11/8 a 25/9/1960, de 26/7 a 17/8/1961 e de 20 a 29/6/1962.
Era técnico de Administração Municipal, com experiência anterior (executiva) em Lagoa Santa. Quando retornou a Belo Horizonte, formou-se em Direito, aposentando-se depois como Procurador do Estado.